# Corrado Prisco

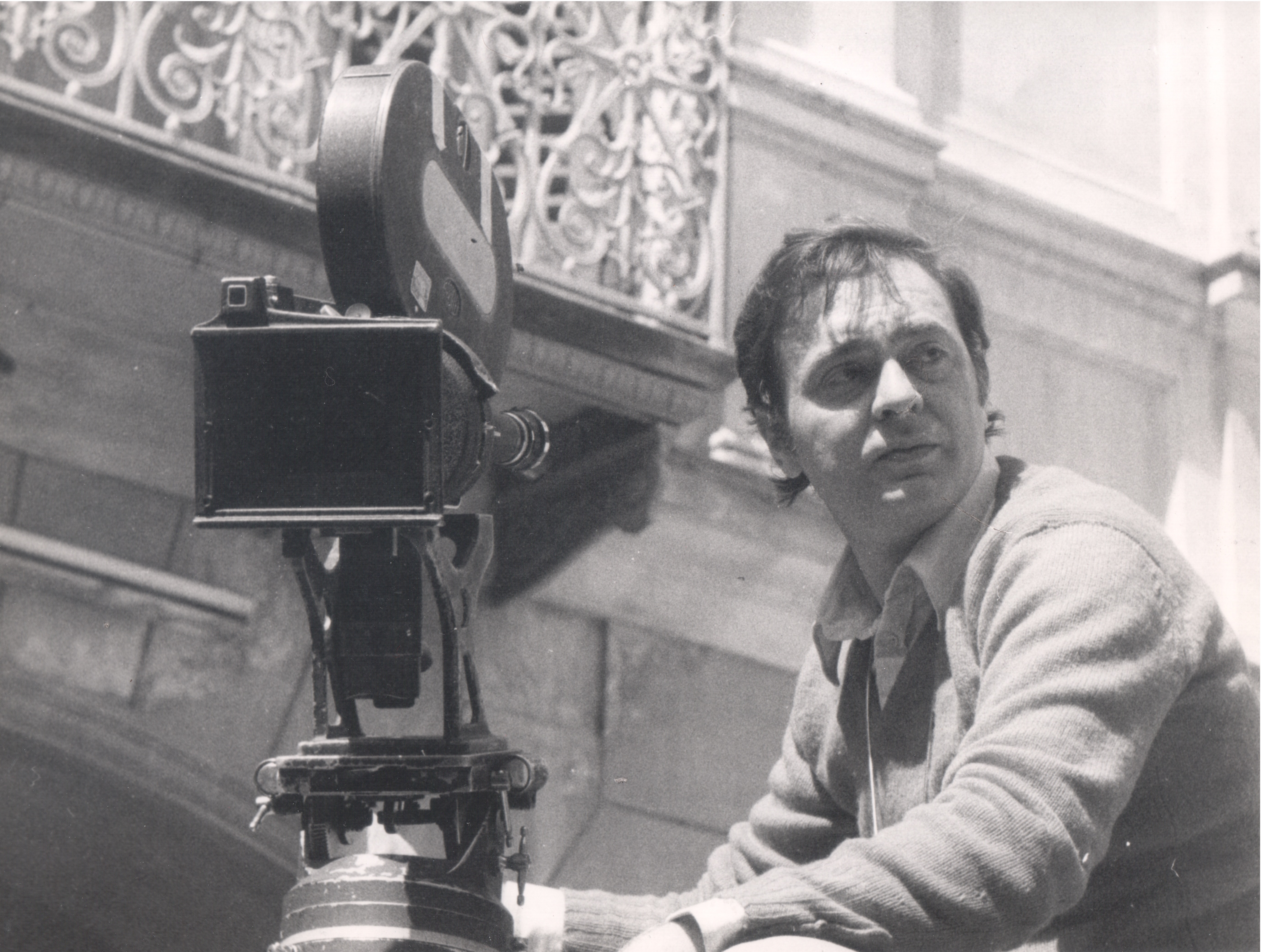
Corrado Prisco (1971)

Corrado Prisco ist ein italienischer Filmregisseur und Journalist.
Prisco besuchte die „Accademia di Arte Drammatica ,Silvio d’Amico‘“ und war zunächst als Regieassistent tätig. Nach ersten Kurzfilmen drehte er 1971 die grotesk-satirische Rückschau auf 1968, Stress, u. a. mit Lou Castel und Salvo Randone. Ab Mitte der 1970er Jahre verschrieb er sich mehr der Produktion; 1976 war er nochmals als Regisseur tätig, als er La prima notte di nozze, eine boccaccio-artige Komödie, vorlegte. Mit Turi Vasile zusammen gründete er die Laser Film. In den 1980er Jahren drehte er zahlreiche Industrie- und Imagefilme, 1987 gründete er die Zeitschrift Cinema & industria. Neben der Organisation von Shows anlässlich von Großveranstaltungen (Militärweltspiele, Champions-League-Spiele) war er ab 2003 Präsident der Fondazione Italia.

## Filmografie (Auswahl)
Regie
- 1971: Stress
- 1976: La prima notte di nozze